# Landtags- und Gemeinderatswahlkreis Rudolfsheim-Fünfhaus
Der Wahlkreis Rudolfsheim-Fünfhaus ist ein Wahlkreis in Wien, der den Wiener Gemeindebezirk Rudolfsheim-Fünfhaus umfasst. Bei der Landtags- und Gemeinderatswahl 2015 waren im Wahlkreis Rudolfsheim-Fünfhaus 40.191 Personen wahlberechtigt, wobei bei der Wahl die Sozialdemokratische Partei Österreichs (SPÖ) mit 42,55 % als stärkste Partei hervorging. Die SPÖ  und die Freiheitliche Partei Österreichs (FPÖ) erreichten je eins der drei möglichen Grundmandate.
Bei der darauffolgenden Landtags- und Gemeinderatswahl in Wien 2020 verlor die FPÖ ihr Grundmandat wieder; keine andere Partei konnte eines erringen. Bei dieser Wahl waren 38.581 Personen wahlberechtigt, die Wahlbeteiligung sank von 69 auf 61 %.

## Wahlergebnisse
| Landtags- und Gemeinderatswahlen im Wahlkreis Rudolfsheim-Fünfhaus | Landtags- und Gemeinderatswahlen im Wahlkreis Rudolfsheim-Fünfhaus | Landtags- und Gemeinderatswahlen im Wahlkreis Rudolfsheim-Fünfhaus | Landtags- und Gemeinderatswahlen im Wahlkreis Rudolfsheim-Fünfhaus | Landtags- und Gemeinderatswahlen im Wahlkreis Rudolfsheim-Fünfhaus | Landtags- und Gemeinderatswahlen im Wahlkreis Rudolfsheim-Fünfhaus | Landtags- und Gemeinderatswahlen im Wahlkreis Rudolfsheim-Fünfhaus | Landtags- und Gemeinderatswahlen im Wahlkreis Rudolfsheim-Fünfhaus | Landtags- und Gemeinderatswahlen im Wahlkreis Rudolfsheim-Fünfhaus |
| Wahltermin                                                         | GM                                                                 |                                                                    | SPÖ                                                                | ÖVP                                                                | FPÖ                                                                | GRÜNE                                                              | LIF/NEOS                                                           | Sonstige                                                           |
| ------------------------------------------------------------------ | ------------------------------------------------------------------ | ------------------------------------------------------------------ | ------------------------------------------------------------------ | ------------------------------------------------------------------ | ------------------------------------------------------------------ | ------------------------------------------------------------------ | ------------------------------------------------------------------ | ------------------------------------------------------------------ |
| 8. Oktober 1978                                                    |                                                                    | Stimmenanteile (%)                                                 | 63,55                                                              | 28,94                                                              | 5,92                                                               | –                                                                  | –                                                                  | 1,59                                                               |
| 8. Oktober 1978                                                    | 5                                                                  | Grundmandate                                                       | 3                                                                  | 1                                                                  | 0                                                                  | –                                                                  | –                                                                  | 0                                                                  |
| 24. April 1983                                                     |                                                                    | Stimmenanteile (%)                                                 | 61,00                                                              | 29,83                                                              | 4,97                                                               | 2,10                                                               | –                                                                  | 2,09                                                               |
| 24. April 1983                                                     | 4                                                                  | Grundmandate                                                       | 3                                                                  | 1                                                                  | 0                                                                  | 0                                                                  | –                                                                  | 0                                                                  |
| 18. November 1987                                                  |                                                                    | Stimmenanteile (%)                                                 | 60,25                                                              | 23,89                                                              | 9,25                                                               | 4,16                                                               | –                                                                  | 2,44                                                               |
| 18. November 1987                                                  | 4                                                                  | Grundmandate                                                       | 3                                                                  | 1                                                                  | 0                                                                  | 0                                                                  | –                                                                  | 0                                                                  |
| 10. November 1991                                                  |                                                                    | Stimmenanteile (%)                                                 | 49,85                                                              | 14,48                                                              | 25,35                                                              | 8,60                                                               | –                                                                  | 1,73                                                               |
| 10. November 1991                                                  | 4                                                                  | Grundmandate                                                       | 2                                                                  | 0                                                                  | 1                                                                  | 0                                                                  | –                                                                  | 0                                                                  |
| 13. Oktober 1996                                                   |                                                                    | Stimmenanteile (%)                                                 | 39,70                                                              | 11,80                                                              | 31,88                                                              | 8,58                                                               | 6,20                                                               | 1,84                                                               |
| 13. Oktober 1996                                                   | 4                                                                  | Grundmandate                                                       | 2                                                                  | 0                                                                  | 1                                                                  | 0                                                                  | 0                                                                  | 0                                                                  |
| 25. März 2001                                                      |                                                                    | Stimmenanteile (%)                                                 | 48,32                                                              | 12,87                                                              | 21,52                                                              | 13,60                                                              | 3,00                                                               | 0,69                                                               |
| 25. März 2001                                                      | 4                                                                  | Grundmandate                                                       | 2                                                                  | 0                                                                  | 1                                                                  | 0                                                                  | 0                                                                  | 0                                                                  |
| 23. Oktober 2005                                                   |                                                                    | Stimmenanteile (%)                                                 | 51,04                                                              | 13,81                                                              | 15,91                                                              | 16,38                                                              | –                                                                  | 2,86                                                               |
| 23. Oktober 2005                                                   | 3                                                                  | Grundmandate                                                       | 2                                                                  | 0                                                                  | 0                                                                  | 0                                                                  | –                                                                  | 0                                                                  |
| 10. Oktober 2010                                                   |                                                                    | Stimmenanteile (%)                                                 | 47,34                                                              | 9,79                                                               | 24,04                                                              | 16,18                                                              | –                                                                  | 2,66                                                               |
| 10. Oktober 2010                                                   | 3                                                                  | Grundmandate                                                       | 1                                                                  | 0                                                                  | 0                                                                  | 0                                                                  | –                                                                  | 0                                                                  |
| 11. Oktober 2015                                                   |                                                                    | Stimmenanteile (%)                                                 | 42,55                                                              | 6,32                                                               | 26,43                                                              | 17,17                                                              | 4,68                                                               | 2,85                                                               |
| 11. Oktober 2015                                                   | 3                                                                  | Grundmandate                                                       | 1                                                                  | 0                                                                  | 1                                                                  | 0                                                                  | 0                                                                  | 0                                                                  |
| 11. Oktober 2020                                                   |                                                                    | Stimmenanteile (%)                                                 | 42,27                                                              | 14,10                                                              | 5,70                                                               | 21,18                                                              | 5,87                                                               | 10,88                                                              |
| 11. Oktober 2020                                                   | 3                                                                  | Grundmandate                                                       | 1                                                                  | 0                                                                  | 0                                                                  | 0                                                                  | 0                                                                  | 0                                                                  |